# Nämnden för dödförklaring
Nämnden för dödförklaring vid Skatteverket handlägger vissa frågor om dödförklaring av försvunna personer. I andra fall sker dödförklaring genom ett myndighetsbeslut som fattas av Skatteverket. Nämndens verksamhet regleras i lagen (2005:130) om dödförklaring och förordning (2007:780) med instruktion för Skatteverket.
Nämnden för dödförklaring inrättades 2005. Tidigare gjordes ansökan om dödförklaring vid tingsrätt.
Ordförande i nämnden är 2010 chefen för Skatteverkets rättsavdelning, Vilhelm Andersson.

## Överklagande
Ett beslut fattat av Nämnden för dödförklaring kan överklagas till förvaltningsrätt.